# Evropská hokejová liga 1998/1999
Evropská hokejová liga 1998/1999 byla třetím ročníkem evropské klubové soutěže, která nahradila Pohár mistrů evropských zemí. Ročník probíhal od 15. září 1998 do 14. února 1999.
Vítězem se stal ruský klub Metallurg Magnitogorsk, který ve finále porazil OHK Dynamo Moskva.
V soutěži byl použit stejný bodovací systém jako v předchozím ročníku ("trojbodový" systém), který ovšem platil pouze v základních skupinách, zatímco v kvalifikačních skupinách byl použit "dvoubodový" systém.

## Základní skupiny

### Skupina A

#### Zápasy
| Domácí           | Skóre | Hosté            |
| ---------------- | ----- | ---------------- |
| Eisbären Berlín  | 4:2   | HC Dukla Jihlava |
| Djurgårdens IF   | 1:3   | Jokerit Helsinky |
| Eisbären Berlín  | 4:3p  | Djurgårdens IF   |
| Jokerit Helsinky | 4:3   | HC Dukla Jihlava |
| Jokerit Helsinky | 1:3   | Eisbären Berlín  |
| HC Dukla Jihlava | 5:2   | Djurgårdens IF   |
| Eisbären Berlín  | 5:4sn | Jokerit Helsinky |
| Djurgårdens IF   | 4:1   | HC Dukla Jihlava |
| Djurgårdens IF   | 3:1   | Eisbären Berlín  |
| HC Dukla Jihlava | 2:4   | Jokerit Helsinky |
| Jokerit Helsinky | 4:3   | Djurgårdens IF   |
| HC Dukla Jihlava | 2:4   | Eisbären Berlín  |

#### Tabulka
| Poř. | Klub             | Body |
| 1    | Eisbären Berlín  | 13   |
| 2    | Jokerit Helsinky | 13   |
| 3    | Djurgårdens IF   | 7    |
| 4    | HC Dukla Jihlava | 3    |

### Skupina B

#### Zápasy
| Domácí               | Skóre | Hosté                |
| -------------------- | ----- | -------------------- |
| Färjestad BK         | 4:3p  | HC Slovan Bratislava |
| IFK Helsinky         | 9:3   | Frankfurt Lions      |
| Färjestad BK         | 4:3p  | Frankfurt Lions      |
| HC Slovan Bratislava | 1:2sn | IFK Helsinky         |
| Frankfurt Lions      | 4:3sn | HC Slovan Bratislava |
| IFK Helsinky         | 5:3   | Färjestad BK         |
| Färjestad BK         | 5:1   | IFK Helsinky         |
| HC Slovan Bratislava | 5:2   | Frankfurt Lions      |
| Frankfurt Lions      | 4:6   | Färjestad BK         |
| IFK Helsinky         | 3:2   | HC Slovan Bratislava |
| Frankfurt Lions      | 4:7   | IFK Helsinky         |
| HC Slovan Bratislava | 3:2   | Färjestad BK         |

#### Tabulka
| Poř. | Klub                 | Body |
| 1    | IFK Helsinky         | 14   |
| 2    | Färjestad BK         | 10   |
| 3    | HC Slovan Bratislava | 9    |
| 4    | Frankfurt Lions      | 3    |

### Skupina C

#### Zápasy
| Domácí            | Skóre | Hosté             |
| ----------------- | ----- | ----------------- |
| EV Zug            | 7:3   | Vålerenga         |
| VEU Feldkirch     | 3:2sn | OHK Dynamo Moskva |
| EV Zug            | 5:8   | OHK Dynamo Moskva |
| Vålerenga         | 4:3p  | VEU Feldkirch     |
| OHK Dynamo Moskva | 9:4   | Vålerenga         |
| VEU Feldkirch     | 3:4sn | EV Zug            |
| EV Zug            | 7:4   | VEU Feldkirch     |
| Vålerenga         | 5:6sn | OHK Dynamo Moskva |
| OHK Dynamo Moskva | 3:1   | EV Zug            |
| VEU Feldkirch     | 3:1   | Vålerenga         |
| OHK Dynamo Moskva | 7:4   | VEU Feldkirch     |
| Vålerenga         | 5:3   | EV Zug            |

#### Tabulka
| Poř. | Klub              | Body |
| 1    | OHK Dynamo Moskva | 15   |
| 2    | EV Zug            | 8    |
| 3    | VEU Feldkirch     | 7    |
| 4    | Vålerenga         | 6    |

### Skupina D

#### Zápasy
| Domácí           | Skóre | Hosté            |
| ---------------- | ----- | ---------------- |
| HC Bolzano       | 1:4   | Leksands IF      |
| Manchester Storm | 4:2   | Ilves            |
| HC Bolzano       | 1:2   | Manchester Storm |
| Ilves            | 2:3   | Leksands IF      |
| HC Bolzano       | 2:6   | Ilves            |
| Leksands IF      | 2:3sn | Manchester Storm |
| Manchester Storm | 2:3p  | Leksands IF      |
| Ilves            | 5:2   | HC Bolzano       |
| Leksands IF      | 2:4   | Ilves            |
| Manchester Storm | 2:5   | HC Bolzano       |
| Leksands IF      | 6:3   | HC Bolzano       |
| Ilves            | 7:3   | Manchester Storm |

#### Tabulka
| Poř. | Klub             | Body |
| 1    | Ilves            | 12   |
| 2    | Leksands IF      | 12   |
| 3    | Manchester Storm | 9    |
| 4    | HC Bolzano       | 3    |

### Skupina E

#### Zápasy
| Domácí                 | Skóre | Hosté                  |
| ---------------------- | ----- | ---------------------- |
| Metallurg Magnitogorsk | 4:7   | HC Sparta Praha        |
| HC Fribourg-Gottéron   | 2:4   | Grenoble Métropole     |
| Grenoble Métropole     | 2:12  | Metallurg Magnitogorsk |
| HC Sparta Praha        | 5:1   | HC Fribourg-Gottéron   |
| HC Fribourg-Gottéron   | 3:6   | Metallurg Magnitogorsk |
| Grenoble Métropole     | 0:3   | HC Sparta Praha        |
| HC Sparta Praha        | 4:3   | Grenoble Métropole     |
| Metallurg Magnitogorsk | 7:0   | HC Fribourg-Gottéron   |
| HC Fribourg-Gottéron   | 2:6   | HC Sparta Praha        |
| Metallurg Magnitogorsk | 9:3   | Grenoble Métropole     |
| Grenoble Métropole     | 4:3sn | HC Fribourg-Gottéron   |
| HC Sparta Praha        | 2:3   | Metallurg Magnitogorsk |

#### Tabulka
| Poř. | Klub                   | Body |
| 1    | HC Sparta Praha        | 15   |
| 2    | Metallurg Magnitogorsk | 15   |
| 3    | Grenoble Métropole     | 5    |
| 4    | HC Fribourg-Gottéron   | 1    |

### Skupina F

#### Zápasy
| Domácí                  | Skóre | Hosté                   |
| ----------------------- | ----- | ----------------------- |
| Ayr Scottish Eagles     | 3:6   | Adler Mannheim          |
| HC Chemopetrol Litvínov | 1:4   | Ak Bars Kazaň           |
| Ak Bars Kazaň           | 5:4p  | Adler Mannheim          |
| Ayr Scottish Eagles     | 4:3   | HC Chemopetrol Litvínov |
| Ak Bars Kazaň           | 2:4   | Ayr Scottish Eagles     |
| Adler Mannheim          | 6:0   | HC Chemopetrol Litvínov |
| Ayr Scottish Eagles     | 3:1   | Ak Bars Kazaň           |
| HC Chemopetrol Litvínov | 5:4sn | Adler Mannheim          |
| Adler Mannheim          | 2:7   | Ak Bars Kazaň           |
| HC Chemopetrol Litvínov | 5:4sn | Ayr Scottish Eagles     |
| Ak Bars Kazaň           | 3:2   | HC Chemopetrol Litvínov |
| Adler Mannheim          | 6:5   | Ayr Scottish Eagles     |

#### Tabulka
| Poř. | Klub                    | Body |
| 1    | Ak Bars Kazaň           | 11   |
| 2    | Adler Mannheim          | 11   |
| 3    | Ayr Scottish Eagles     | 10   |
| 4    | HC Chemopetrol Litvínov | 4    |

## Vyřazovací část

### Kvalifikační kolo
| Domácí                 | Skóre                    | Hosté                  |
| ---------------------- | ------------------------ | ---------------------- |
| Metallurg Magnitogorsk | 4:2                      | Ak Bars Kazaň          |
| Jokerit Helsinky       | 2:3                      | IFK Helsinky           |
| Färjestad BK           | 3:5                      | Eisbären Berlín        |
| Adler Mannheim         | 6:4                      | HC Sparta Praha        |
| Leksands IF            | 2:1                      | OHK Dynamo Moskva      |
| EV Zug                 | 3:5                      | Ilves                  |
| Ak Bars Kazaň          | 3:2 (0:1 po nájezdech)   | Metallurg Magnitogorsk |
| IFK Helsinky           | 7:5                      | Jokerit Helsinky       |
| Eisbären Berlín        | 3:1                      | Färjestad BK           |
| HC Sparta Praha        | 10:4 (0:1 po nájezdech)  | Adler Mannheim         |
| OHK Dynamo Moskva      | 3:1 (1:0 po prodloužení) | Leksands IF            |
| Ilves                  | 6:3                      | EV Zug                 |

### Kvalifikační skupiny

#### Skupina A
(Berlín, Německo)

##### Zápasy
| Domácí          | Skóre | Hosté             |
| --------------- | ----- | ----------------- |
| Eisbären Berlín | 5:3   | Adler Mannheim    |
| Adler Mannheim  | 1:6   | OHK Dynamo Moskva |
| Eisbären Berlín | 2:2   | OHK Dynamo Moskva |

##### Tabulka
| Poř. | Klub              | Body |
| 1    | OHK Dynamo Moskva | 3    |
| 2    | Eisbären Berlín   | 3    |
| 3    | Adler Mannheim    | 0    |

#### Skupina B
(Helsinki, Finsko)

##### Zápasy
| Domácí       | Skóre | Hosté                  |
| ------------ | ----- | ---------------------- |
| IFK Helsinky | 4:5   | Ilves                  |
| Ilves        | 2:2   | Metallurg Magnitogorsk |
| IFK Helsinky | 1:3   | Metallurg Magnitogorsk |

##### Tabulka
| Poř. | Klub                   | Body |
| 1    | Metallurg Magnitogorsk | 3    |
| 2    | Ilves                  | 3    |
| 3    | IFK Helsinky           | 0    |

### Semifinále
(Moskva, Rusko)
| Domácí                 | Skóre | Hosté           |
| ---------------------- | ----- | --------------- |
| OHK Dynamo Moskva      | 3:1   | Ilves           |
| Metallurg Magnitogorsk | 5:1   | Eisbären Berlín |

### O 3. místo
(Moskva, Rusko)
| Domácí          | Skóre | Hosté |
| --------------- | ----- | ----- |
| Eisbären Berlín | 4:1   | Ilves |

### Finále
(Moskva, Rusko)
| Domácí            | Skóre | Hosté                  |
| ----------------- | ----- | ---------------------- |
| OHK Dynamo Moskva | 1:2p  | Metallurg Magnitogorsk |